# إدكو لإسالة الغاز الطبيعي
إدكو لإسالة الغاز الطبيعي، هي إحدى شركات قطاع البترول المصري، وإحدى فروع الشركة المصرية للغاز الطبيعي المسال، وتعمل مجال الغاز الطبيعي المسال.

## البناء
يتكون المصنع من خطين تكنولوجيين بسعة 3.6 لكل منهما مليون طن من الغاز الطبيعي المسال كل عام (ما مجموعه 10 مليار متر مكعب من الغاز). تم بناء خزانين سعة كل منهما 140.000 م 3 لتخزين المنتجات قبل الشحن.
يمكن لإدارة الميناء بالمحطة خدمة صهاريج الغاز بسعة شحن تصل إلى 160.000 م 3. ولضمان هذه العمليات تم إنشاء ميناء شرقي خليج أبوكير يضم كاسر أمواج وقناة اقتراب بطول 4 كيلو متر وعرض 230 متر منطقة تحول مياه قطرها 600 متر ورصيف قائم على حامل بطول 2.4كم. تم تشغيل المصنع في 2005-2006. تم توفير المواد الخام الخاصة بها بشكل أساسي من معمل معالجة غاز البرلس، والذي تم استلامه بدوره من حقلي سيميان / سيينا و الياقوت (رواسب مكثفات الغاز) (تم تطويره بواسطة كونسورتيوم تديره شركة بريتش غاز). ومع ذلك، سرعان ما أدت الزيادة الحادة في الاستهلاك المحلي في مصر إلى نقص في المواد الخام. نتيجة لذلك، في عام 2015، تم إرسال 5 ناقلات غاز فقط من ادكو للغاز الطبيعي المسال (مقارنة بـ 50 قبل عامين). في نفس الوقت، من أجل عملية التعادل، يجب أن يكون الحد الأدنى لمستوى التحميل 22 دفعة.

## وصلات خارجية
- موقع وزارة البترول والثروة المعدنية
- موقع إيجاس - المصرية القابضة للغازات الطبيعية
- موقع الشركة المصرية للغاز الطبيعي المسال